# نيك ديكسون
نيك ديكسون (بالإنجليزية: Nick Dixon)‏ هو منتج تلفزيوني وصحفي بريطاني، ولد في 26 سبتمبر 1971 في اسكتلندا في المملكة المتحدة.